# Naoya Shiga
Naoya Shiga (志賀 直哉 Shiga Naoya?,  Ishinomaki, Prefectura de Miyagi, Japón, 20 de febrero de 1883 - Atami, Prefectura de Shizuoka, Japón, 21 de octubre de 1971) fue un novelista y escritor de cuentos japonés, activo durante las eras Taishō y Shōwa de Japón. Su movimiento literario era el Watakushi-shōsetsu.

## Biografía

### Primeros años

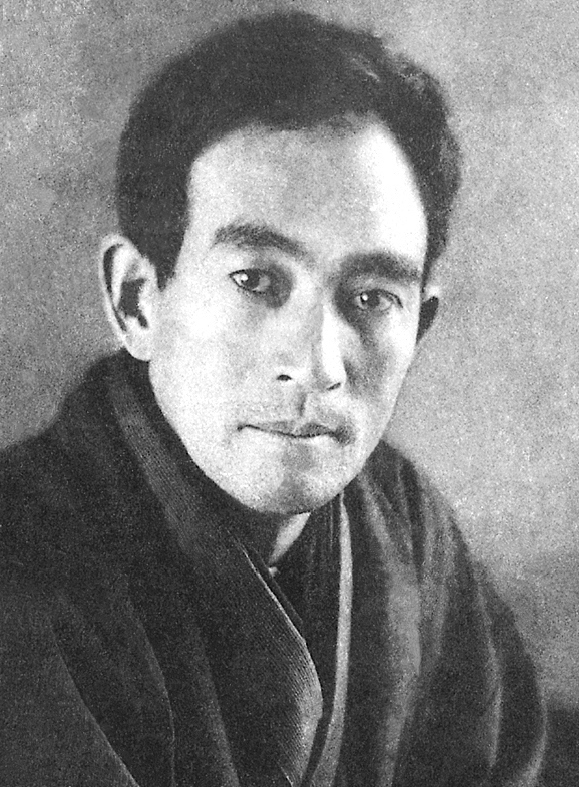
Shiga en 1926.

Shiga nació en el pueblo de Ishinomaki, en la actual prefectura de Miyagi. Su padre, hijo de un samurái al servicio del dominio de Sōma, fue un exitoso banquero. Su familia se trasladó a Tokio cuando Shiga tenía tres años de edad para vivir con sus abuelos, los cuales fueron en gran parte responsables de su crianza. La madre de Shiga falleció cuando él tenía trece años y su padre volvió a casarse no mucho tiempo después. La relación de Shiga con su padre fue haciéndose cada vez más tensa después de que este último fuera convertido al cristianismo por Kanzō Uchimura, y comenzará a defender causas sociales. Shiga también intentó participar en las protestas en 1901 sobre la mina de cobre de Ashio, la cual contaminó un río adyacente y envenenó a los habitantes locales. El padre de Shiga, cuyo banco era propietario de parte de la mina, se las arregló para prohibir la participación de su hijo en la protesta. Otra crisis surgiría dentro de la familia cuando Shiga declaró su intención de casarse con una de las sirvientas de la casa, con quien estaba teniendo un romance. La sirvienta fue expulsada del servicio en la casa, mientras que Shiga fue severamente criticado por lo que su padre sentía que era un estilo de vida irresponsable y sin propósito.
Shiga se graduó en la escuela elemental Gakushuin y asistió a la Universidad de Tokio en 1906. Aun así, fue un estudiante mediocre y acabó abandonando la universidad en 1910 sin haberse graduado.

### Carrera literaria

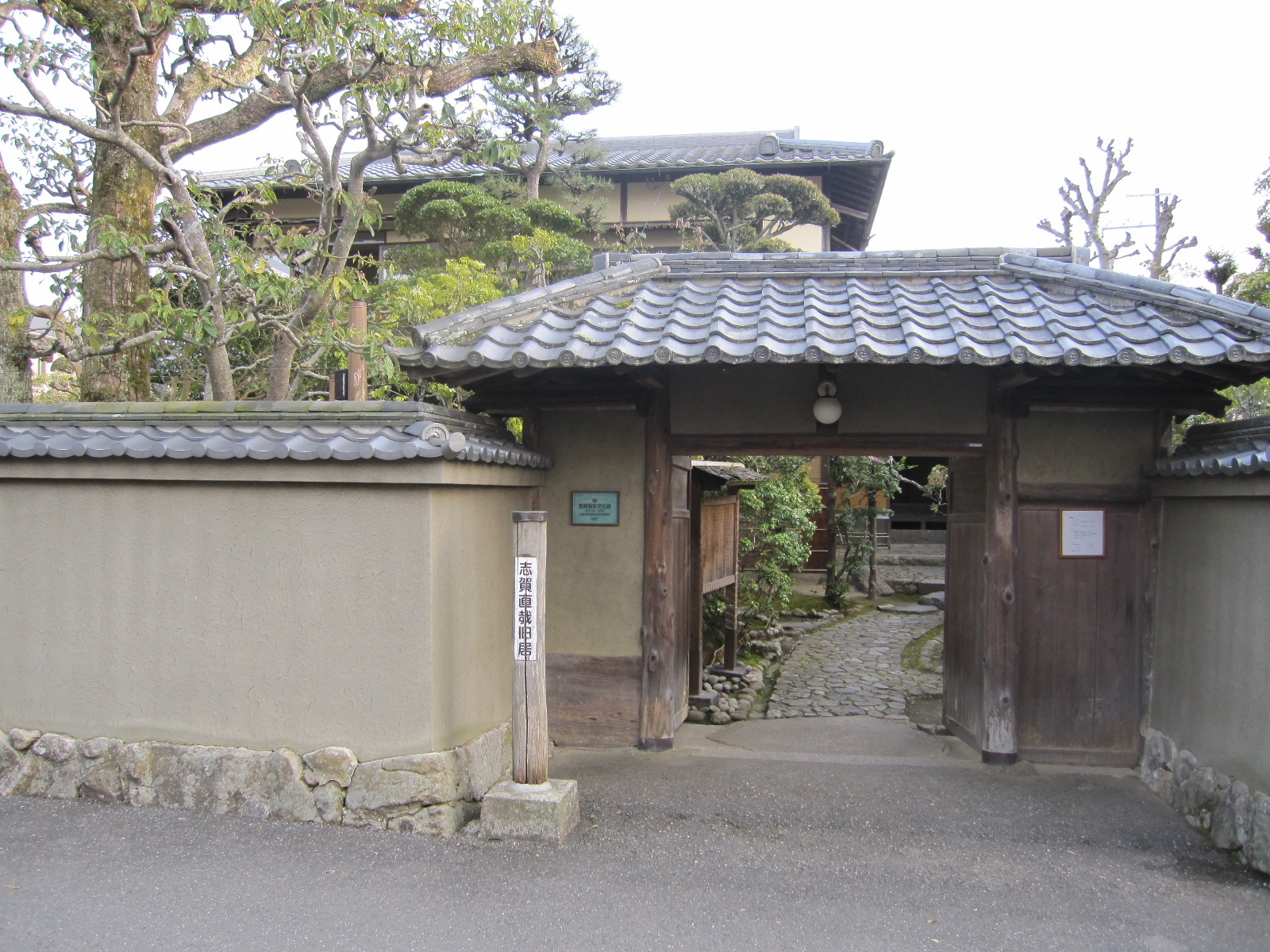
La residencia de Shiga en Nara.

Mientras Shiga estudiaba en la escuela Gakushuin, hizo amistad con Saneatsu Mushanokōji y Kinoshita Rigen. Su carrera literaria empezó con una revista literaria manuscrita llamada Boya ("Perspectiva"), la cual circuló dentro de su grupo literario en la escuela. En 1910, Shiga contribuyó con la historia «Abashiri made» («A Abashiri») al primer número de la revista literaria Shirakaba, la cual él ayudó a crear.
A la consternación de su familia, Shiga anunció su intención de convertirse en un escritor profesional. En 1912, publicó Otsu Junkichi, una poco velada autobiografía del romance con la sirvienta familiar. La familia se escandalizó tanto por la novela que Shiga fue forzado a mudarse de la casa familiar. El trabajo fue también un precursor de la adhesión de Shiga a la autóctona forma literaria watakushi-shōsetsu, la cual utiliza los recuerdos subjetivos de las propias experiencias del autor.
Durante este periodo, Shiga estableció su reputación como escritor de novela corta, incluyendo Kamisori ("La navaja", 1910), Seibei to hyotan ("La calabaza de Seibei", 1913) y Manazuru (1920).
Después de que Shiga se casara con la prima de Mushanokōji, la cual era una viuda y tenía un hijo, en 1914, la rotura de las relaciones con su padre se completaron y renunció a su herencia. Aun así, después del nacimiento de su segunda hija en 1917, se reconcilió con su padre y relató la historia en su novela Wakai ("Reconciliación", 1917). Esta estuvo seguida por su trabajo más importante, An'ya Koro (Una noche oscura pasando, 1921-1937), el cual fue publicado por fascículos en la revista socialista Kaizō.
El estilo brusco de Shiga influyó a muchos escritores posteriores y fue alabado por autores como Ryūnosuke Akutagawa y Agawa Hiroyuki. Sin embargo, otros contemporáneos, tales como Osamu Dazai, fueron fuertemente críticos con este "estilo" sincero.
Se estima que Shiga se trasladó de vivienda en unas 28 ocasiones en varias localizaciones alrededor de Japón. Escribió historias conectadas con la mayoría de los sitios donde vivió, incluyendo Kinosaki ni te ("En el cabo Kinosaki") y Sasaki no bai ("En el caso de Sasaki"). Una de sus estancias más largas fue en Nara, donde vivió en una casa frente al Parque Nara desde 1925 hasta 1938. Debido a los frecuentes visitantes del mundo literario, la casa fue bautizada como el "Takabatake Salon" sacado del nombre de su barrio. La casa ha sido preservada, y está abierta al público como museo conmemorativo. Después de vivir en Nara, Shiga se trasladó a Kamakura, y de allí fue a la ciudad onsen de Atami, Shizuoka desde los años de guerra hacia adelante. Visitantes frecuentes a su hogar incluyeron al escritor Hirotsu Kazuo y al director de películas Yasujirō Ozu.

## Vida tardía
A Shiga le fue otorgada la Orden de la Cultura por el gobierno japonés en 1949.
Shiga sufrió el destino de muchos autores que habían tenido éxito en sus años iniciales, combinado con la debilidad fatal de los autores especializados en las novelas autobiográficas —después de un tiempo queda poco o nada sobre lo que escribir—. Durante los últimos 35 años de su vida ocasionalmente apareció como escritor invitado en varias revistas literarias, donde él recordaba su relación temprana con varios escritores de Shirakaba, o su antiguo interés en el cristianismo, pero produjo muy poco trabajo nuevo. Falleció de neumonía, después de una larga enfermedad, a la edad de 88 años. Su tumba se encuentra en el Cementerio Aoyama en Tokio.

## Traducciones
- McClellan, Edwin, A Dark Night's Passing, Tokyo: Kodansha International Ltd, 1976. ISBN 0-87011-279-1
- Dunlop, Lane, The Paper Door and Other Stories by Shiga Naoya, San Francisco: North Point, 1987.  ISBN 0-86547-419-2